# Jørgen Lund (erhvervsleder)
 Ikke at forveksle med Jørn Lund.
 Der er flere personer med dette navn, se Jørgen Lund.
Jørgen Lund (17. maj 1935 i Odense – 15. marts 2010 smst.) var en dansk erhvervsleder og rådmand i Odense Kommune.
Lund tog realeksamen fra Mulernes Legatskole i 1952, blev handelsuddannet i 1955 og tog HD i regnskabsvæsen fra Harvard i 1975. Han begyndte karrieren på Maskinfabrikken Taarup i 1960 og var fra 1975 direktør samme sted. Fra 1980-1981 var han administrerende direktør for DLAM og 1981-1984 koncernchef i Kongskilde A/S. Fra 1984 til 1997 var han administrerende direktør for Albani Bryggerierne.
I 1997 efterfulgte han Lennart Larson som Venstres spidskandidat til Odense Byråd og blev efter konstitueringen rådmand i Kultur- og Socialforvaltningen; en post han beholdt efter valget i 2001. Han var desuden medlem af Økonomiudvalget. Ved kommunalvalget 2005 genopstillede han ikke og blev som politisk leder af Venstre i Odense efterfulgt af Jane Jegind.
Jørgen Lund døde efter flere års kræftsygdom.